# فشارسنجی مقعد و راست‌روده
فشارسنجی مقعد و راست‌روده یا آنورکتال مانومتری (انگلیسی: Anorectal manometry) که به اختصار ARM نامیده می‌شود، یک روش تشخیصی پزشکی است که برای اندازه‌گیری فشار درون مقعد و رکتوم و ارزیابی عملکرد آنها استفاده می‌شود. این آزمایش با قرار دادن یک کاتتر، که حاوی یک سوند تعبیه‌شده درونی با سنسورهای فشار است، از طریق مقعد و داخل راست‌روده انجام می‌شود. ممکن است از بیماران خواسته شود تا مانورهای خاصی مانند انقباض اسفنکتر خارجی مقعد، سرفه یا زور زدن (همانند تلاش برای اجابت مزاج) را برای ارزیابی تغییرات فشار انجام دهند. فشارسنجی مقعد و راست‌روده یک روش ایمن و کم‌خطر است.
از سال ۲۰۱۴ تا ۲۰۱۸، «کارگروه بین‌المللی فیزیولوژی مقعد و راست‌روده» (IAPWG) چندین بار جهت دست‌یابی به یک اجماع در مورد نشانه‌ها و شاخصه‌های این روش تشخیصی، تشکیل جلسه داد. ارزیابی آنها در نهایت به این نتیجه منجر شد که فشارسنجی مقعد و راست‌روده در ارزیابی بی‌اختیاری مدفوع، یبوست، اختلالات تخلیه‌ای روده (از جمله بیماری بیماری هیرشپرونگ)، دردهای عملکردی مقعد و راست‌روده و همچنین در ارزیابی عملکرد مقعد و راست‌روده پیش از عمل یا پس از یک آسیب مامایی/زایمان تروماتیک کاربرد و ارزش تشخیصی دارد. علاوه بر نشانه‌های مشخص شده توسط IAPWG، فشارسنجی مقعد و راست‌روده به عنوان بخشی از بیوفیدبک مقعد و راست‌روده استفاده می‌شود.
از زمان معرفی فشارسنجی مقعد و راست‌روده با وضوح بالا (HR-ARM) در سال ۲۰۰۷، این روش جدید، به‌طور فزاینده‌ای جایگزین فشارسنجی معمولی مقعد و راست‌روده به‌عنوان استاندارد تشخیصی شده‌است. همچنین استفاده از فشارسنجی سه‌بعدی مقعد و راست‌روده (HD-ARM) در حال گسترش است. پیشرفت‌های کنونی در این روش تشخیصی شامل توسعه فناوری قابل حمل به کنار بالین بیمار است.

## استفاده‌های پزشکی

### بی‌اختیاری مدفوع
پس از حذف علل ساختاری بی‌اختیاری مدفوع از تشخیص‌های افتراقی، فشارسنجی مقعد و راست‌روده ممکن است برای ارزیابی نقص در عملکرد اسفنکتر یا اعصاب حسی درون راست‌روده استفاده شود. فشار غیرطبیعی پایه (حین استراحت) یا فشار انقباضی غیرطبیعی ممکن است به ترتیب نشان دهنده مشکلات اسفنکتر درونی مقعد یا اسفنکتر خارجی مقعد باشد. در افراد مبتلا به بی‌اختیاری مدفوع هم بیش‌حسی و کم‌حسی راست‌روده مشاهده شده‌است. با استفاده از فشارسنجی سه‌بعدی می‌توان عدم تقارن فشار در درون مقعد و راست‌روده را تشخیص داد. در برخی از بیماران مبتلا به بی‌اختیاری مدفوع، انجام تمرینات تقویت عضلانی اسفنکترها با روش بیوفیدبک، سودمند است.

### یبوست
فشارسنجی مقعد و راست‌روده یکی از روش‌های تشخیصی در افراد مبتلا به یبوست مزمن با علت ناشناخته یا یبوست‌های مزمنی است که با درمان با ملین‌ها و/یا فیبر بهبود نیافته‌اند. به‌عنوان مثال، در یک معاینه مقعد با انگشت، پزشک ممکن است متوجه یافته‌های خاصی شود که حاکی از «اجابت مزاج با اختلال ناهماهنگی مقعدی-راست‌روده‌ای» (dyssynergic defecation) است و یکی از دلایل یبوست مزمن محسوب می‌شود. در چنین مواردی، پزشک ممکن است یک مطالعه فشارسنجی مقعد و راست‌روده را برای تأیید یافته‌های خود تجویز کند. نتایج غیرطبیعی این آزمایش، همچون وجود انقباض متناقض عضلات اسفنکتر مقعدی در حین اجابت مزاج (یعنی ماهیچه‌های مقعد هنگام زور زدن، به جای شل شدن، سفت‌تر می‌شوند)، می‌توانند به انتخاب درمان مناسب (مانند بیوفیدبک مقعد و راست‌روده) کمک کند. سایر یافته‌های غیرطبیعی در فشارسنجی که با یبوست مزمن سازگار است عبارتند از تولید نامناسب نیروی محرکه مورد نیاز برای اجابت مزاج (زور زدن ناکافی) و کاهش حرکت عضلات کف لگن.
فشارسنجی مقعد و راست‌روده، به‌ویژه با وضوح بالا و سه‌بعدی، برای ارزیابی یبوست به دلایل ساختاری مانند رِکتوسل، انتروسل، یا اِنواژیناسیون درون‌مقعدی هم استفاده شده‌است.

### بیماری هیرشپرونگ
در نوزادان و کودکان، فشارسنجی مقعد و راست‌روده ممکن است به تشخیص بیماری هیرشپرونگ کمک کند. فقدان رفلکس مهاری مقعدی-راست‌روده‌ای (RAIR) تقریباً همیشه شاخصه اختصاصی برای تشخیص بیماری هیرشپرونگ در این جمعیت است. فشارسنجی مقعد و راست‌روده در مقایسه با روش استاندارد طلایی تشخیص، یعنی بافت‌برداری ساکشن رکتوم، حساسیت و ویژگی چندان کمتری ندارد. در بزرگسالان، فقدان RAIR به دلیل بیماری هیرشپرونگ کمتر دیده می‌شود و ممکن است نشانه‌ای از مگا-رکتوم باشد.

### دردهای عملکردی مقعد و راست‌روده
درد عملکردی مقعد و راست‌روده شامل اختلالاتی مانند سندرم ماهیچه بالابرنده مقعد، درد راست‌روده و سندرم مقعدی-راست‌روده‌ای عملکردی غیراختصاصی است.  اگرچه تشخیص این اختلالات عمدتاً بالینی است، اما فشارسنجی مقعد و راست‌روده ممکن است برای ارزیابی تشخیصی بیشتر مورد استفاده قرار گیرد. به عنوان نمونه، اندازه فشار اسفنکتر مقعدی ممکن است تعیین شود که می‌تواند اطلاعات مفیدی در درمان درد عملکردی مقعد و راست‌روده با درمان بیوفیدبک باشد.

### بیوفیدبک
هدف از بیوفیدبک مقعدی-راست‌روده‌ای کمک به بیماران در بهبود روش‌های دفع مدفوع با ارائه بازخورد بصری و شفاهی به بیماران است. ابزارهای بازخورد بصری، مانند فشارسنجی مقعد و راست‌روده، اغلب برای کمک به بیماران در یادگیری نحوه اصلاح روش‌هایشان استفاده می‌شود. بیماران ممکن است روی بهبود قدرت عضلانی، شل کردن عضلات مقعد یا بهبود وضعیت حسی در هنگام اجابت مزاج کار کنند.
اثربخشی بیوفیدبک بیوفیدبک مقعدی-راست‌روده‌ای به‌عنوان یک روش درمانی، موضوع مستمر بحث و تحقیق بوده‌است. یک مرور سیستماتیک به این نتیجه رسید که اگرچه این روش بهتر از پلاسیبو است، اما شواهد اندکی دال بر اثربخشی بیوفیدبک در درمان یبوست مزمن ایدیوپاتیک وجود دارد. در بیماران مبتلا به اختلالات دفع مدفوع، از جمله «اجابت مزاج با اختلال ناهماهنگی مقعدی-راست‌روده‌ای»، درمان بیوفیدبک کف لگن مؤثرتر از مصرف ملین‌ها است. یک کارگروه آمریکایی-اروپایی متخصص در عصب‌شناسی و تحرک دستگاه گوارش (ANMS-ESNM) استفاده از بیوفیدبک را در درمان کوتاه و طولانی یبوست از نوع «اجابت مزاج با اختلال ناهماهنگی مقعدی-راست‌روده‌ای» و بی‌اختیاری مدفوع توصیه کرد. آنها درمان بیوفیدبک را برای یبوست بدون اختلال ناهماهنگی مقعدی-راست‌روده‌ای و همچنین در کودکان مبتلا به یبوست توصیه نکردند.

## انواع
انواع فشارسنجی مقعد و راست‌روده عبارتند از:
- فشارسنجی معمولی (non-HRM)[۳]
- فشارسنجی مقعد و راست‌روده با وضوح بالا (HR-ARM)[۳]
- فشارسنجی سه‌بعدی مقعد و راست‌روده (HD-ARM یا 3D-ARM)[۳][۴]

در مقایسه با ۳ تا ۶ حسگر با فاصله زیاد از هم که در فشارسنجی معمولی استفاده می‌شود، فشارسنجی با وضوح بالا و فشارسنجی سه‌بعدی روش‌های جدیدتری هستند که از چندین حسگر با فاصله نزدیک به هم در درون مقعد و راست‌روده بهره می‌برند تا نمای دقیق‌تری ایجاد شود. یک مزیت اضافی این دو روش جدیدتر، افزایش سهولت در تجزیه و تحلیل نتایج آزمایش است زیرا خوانش فشار هم به صورت رنگی و هم به صورت طرح خطی نمایش داده می‌شود. علاوه بر مزایای مشترک هر دو این روش، روش سه‌بعدی از سنسورهای اضافی که به صورت محیطی پیرامون کاتتر قرار می‌گیرند، استفاده می‌کند تا تفسیر دقیق‌تری از خوانش‌های فشار در تک‌تک حسگرها ارائه شود. با این حال، در مقایسه با فشارسنجی معمولی، هر دو روش جدیدتر از تجهیزاتی استفاده می‌کنند که گران‌تر هستند و نیمه عمر مصرف کوتاه‌تری دارند.

## روش انجام

### تجهیزات
مشخصات تجهیزات مورد استفاده برای این روش در نهایت به نوع فشارسنجی و سازنده دستگاه بستگی دارد. با این وجود، اکثر آنها برخی از ویژگی‌های مشترک را دارا هستند.
- کاتتر - برای وارد کردن پروب و بالون به داخل مقعد و راست‌روده استفاده می‌شود. کاتتر ممکن است نفوذپذیر به آب، غیرمنعطف یا قابل پرکردن با هوا باشد.[۳][۷]
- سوند درونی - شامل حسگرهایی است که تعداد و آرایش آنها به سازنده و نوع فشارسنجی بستگی دارد.[۳]
- حسگرها - فشارها را ثبت کرده و آنها را به نرم‌افزار کنترل‌کننده منتقل می‌کنند.
- بالون - برای ارزیابی اعصاب حسی راست‌روده (با باد کردن تدریجی‌اش با هوا) استفاده می‌شود. بیشتر بالون‌های مورد استفاده غیر لاتکس هستند و برای انبساط تا سقف ۴۰۰ میلی‌لیتر[۳] استفاده می‌شوند. یک کاتتر جداگانه با یک بالونی پُرشده با آب ممکن است برای انجام «آزمایش دفع بالون» استفاده شود.[۵]
- نرم‌افزار - داده‌ها را از حسگرها دریافت می‌کند. سپس داده‌ها برای محاسبه برخی مقادیر به کار می‌رود که برای تجزیه و تحلیل و ارائه بازخورد بصری لازم هستند.[۳]

### تکنیک
در سال ۲۰۱۹، کارگروه بین‌المللی فیزیولوژی مقعد و راست‌روده (IAPWG) یک پروتکل استاندارد شده برای استفاده و انجام فشارسنجی مقعد و راست‌روده منتشر کرد. یکی از اهداف این پروتکل، استانداردسازی تکنیک‌های رویه‌ای فشارسنجی برای تسهیل بهتر اشتراک‌گذاری داده‌ها بود. این پروتکل، جدیدترین دستورالعمل منتشرشده برای فشارسنجی مقعد و راست‌روده از دستورالعمل قدیمی‌تری است که در سال ۲۰۰۲ منتشر شده بود و به‌طور گسترده مورد پذیرش واقع نشد.

#### آماده‌سازی
لازم نیست بیمار ناشتا باشد. ابتدا بیماران از نحوه انجام این روش، مزایا و خطرات آن مطلع می‌شوند. خطرات شامل احتمال ایجاد ناراحتی، درد، خونریزی جزئی، سرگیجه یا به‌طور خیلی نادر سوراخ شدن روده است. در اتاق آزمایش، بیمار به پهلوی چپ می‌خوابد و زانوهایش را خم می‌کند (یعنی پاها را تا حد ممکن به سمت شکم بالا می‌آورد). سپس یک معاینه مقعدی با انگشت برای ارزیابی آناتومی و عملکرد اولیه، بررسی حضور مدفوع، و ارزیابی درک بیمار از دستورالعمل‌های شفاهی در طول عمل انجام می‌شود.

#### آزمایش‌ها
فشارسنجی مقعد و راست‌روده اغلب در کنار تست حسی رکتوم (RST) و آزمایش خروج بالون (BET) انجام می‌شود. تست حسی رکتوم بعد از فشارسنجی انجام می‌شود در حالی که آزمایش خروج بالون ممکن است بلافاصله پیش از فشارسنجی یا بعد از تست حسی رکتوم انجام شود. کل زمان انجام فشارسنجی مقعد و راست‌روده در حدود ۱۵ تا ۲۰ دقیقه است.

#### فشارسنجی
فشارسنجی تقریباً ۱۰ دقیقه طول می‌کشد. با استفاده از یک ژل روان‌کننده، یک کاتتر فشارسنجی وارد مقعد می‌شود. کاتتر تا زمانی که پایه بالون در بالای کانال مقعدی به اندازه ۳ تا ۵ سانتی‌متر (۱٫۲ تا ۲٫۰ اینچ) قرار گیرد به جلو رانده می‌شود و دیستال‌ترین حسگر کاتتر در زیر لبه مقعدی قرار دارد. سپس به ترتیب، مانورهای زیر انجام می‌شود:
| مانور            | توضیح                                                                                              | هدف | مدت زمان                                               |
| ---------------- | -------------------------------------------------------------------------------------------------- | --- | ------------------------------------------------------ |
| تثبیت وضعیت      | لازم نیست بیمار کار خاصی بکند                                                                      | بازگشت فشار مقعدی-راست‌روده‌ای به حالت استراحت و پایه‌ای خود | ۳ دقیقه                                                |
| آرامش و سکون     | از بیمار خواسته می‌شود که راحت باشد و هیچ عضله‌ای را منقبض نکند.                                     | اندازه‌گیری فشار پایه و استراحت ماهیچه‌ها، تشخیص حضور امواج فوق‌آهسته | ۶۰ ثانیه                                               |
| انقباض‌های کوتاه  | ماهیچه اسفنکتری مقعد را چنان منقبض کنید که گویی می‌خواهید جلوی دفع مدفوع یا خروج باد شکم را بگیرید. | اندازه‌گیری فشار انقباضی | ۳ انقباض ۵ ثانیه‌ای به فاصله ۳۰ ثانیه از هم             |
| انقباض‌های طولانی | ماهیچه اسفنکتری مقعد را چنان منقبض کنید که گویی می‌خواهید جلوی دفع مدفوع یا خروج باد شکم را بگیرید. | اندازه‌گیری فشار انقباضی | انقباض ۳۰ ثانیه‌ای و سپس ۶۰ ثانیه استراحت               |
| سرفه کردن        | تک‌سرفه                                                                                             | اندازگیری تغییرات فشاری حین سرفه | انجام ۱ تک‌سرفه، ۳۰ ثانیه صبر کنید، انجام مجدد ۱ تک‌سرفه |
| زور زدن          | زور بزنید، انگار که می‌خواهید مدفوع را دفع کنید                                                     | اندازه‌گیری تغییر فشار هنگام دفع مدفوع؛ تشخیص وجودِ رفلکس مهاری مقعدی-راست‌روده‌ای (رفلکس بازدارنده اسفنکتر داخلی مقعد در اثر اتساع رکتوم) که به اختصار به آن «RAIR» می‌گویند. | ۳ با زور زدن ۱۵ ثانیه‌ای به فاصله ۳۰ ثانیه از هم        |

#### تست حسی رکتوم
در طول آزمایش حسی رکتوم، هوا را با سرنگ به آرامی به‌طور پیوسته یا به‌صورت گام به گام به درون بالون کاتتر وارد می‌کنند. از بیمار خواسته می‌شود به محض آنکه برای نخستین بار، بالون را احساس کرد، به پزشک یا پرستار اطلاع دهد. سپس هنگامی که میل به دفع مدفوع به‌وجود می‌آید و همچنین زمانی که دیگر نمی‌تواند بالون را درون راست‌روده‌اش تحمل کند، آن را بیان نماید.

#### آزمایش خروج بالون
برای انجام آزمایش خروج بالون، یک کاتتر بالون‌دار، به داخل راست‌رودهٔ بیمار وارد می‌شود. سپس بالون با آب به ۵۰ میلی‌لیتر پُر می‌شود. سپس از بیماران خواسته می‌شود که ازروی تختش بلند شده و روی یک توالت فرنگی سیار (در کنار تخت) بنشیند. در مرحله بعد، از بیماران درخواست می‌شود تلاش کنند که بالون را به گونه‌ای که گویی در حال اجابت مزاج هستند دفع کنند. سپس مدت زمانی که برای بیرون راندن بالون طول می‌کشد، ثبت می‌شود.

### تحلیل و بررسی

#### فشار استراحت
فشار استراحت مقعدی فشار ثبت شده در داخل مقعد در هنگام شل بودن و استراحت عضلات آن است. پس از قرار دادن کاتتر، مدت زمان کوتاهی برای شل شدن عضلات در نظر گرفته می‌شود. پس از آن، فشارها در ۶۰ ثانیه ثبت می‌شوند. حداکثر فشارِ استراحت، بالاترین فشاری است که در این دوره زمانی به دست آمده‌است، در حالی که فشارِ میانگین در حالِ استراحت، میانگین فشار در این دوره زمانی است. در افراد سالم، زنان، به ویژه زنان مسن، فشار استراحت مقعدی به‌طور متوسط کمتر از مردان هستند.

#### فشار انقباضی
فشار انقباضی مقعدی، فشار ثبت‌شده در داخل مقعد در طی انقباض ارادی اسفنکتر خارجی مقعد است. همانند فشارهای استراحت، فشار انقباضی در زنان سالم کمتر از مردان سالم است. در صورت استفاده از روش فشارسنجی با وضوح بالا، عدم تقارن در فشارهای انقباضی نیز قابل اندازه‌گیری است.

#### تغییر فشار در هنگام اجابت مزاج
در هنگام اجابت مزاج، فشار در راست‌روده باید افزایش یابد در حالی که اسفنکتر خارجی مقعد باید شل شود و فشارش کاهش یابد. اگر اختلافِ این دو فشار در حین اجابت مزاج به اندازه کافی زیاد نباشد، ممکن است نشان‌دهنده نیروی پیشرانه (هُل‌دهنده) ضعیف برای دفع مدفوع باشد. علاوه بر این، شل شدن ناکافی اسفنکتر در حین اجابت مزاج یکی دیگر از یافته‌های غیرطبیعی است. روش دیگر برای ارزیابی تغییرات در حین اجابت مزاج، محاسبه گرادیانِ فشار مقعد و راست‌روده (یا شاخص دفعی) به یکی از دو روش است. گرادیانِ فشار مقعد و راست‌روده یا به صورت اختلاف (فشار راست‌روده منهای فشار مقعد) یا به صورت نسبت (فشار راست‌روده تقسیم بر فشار مقعد) محاسبه می‌شود. تفاوت عددی مثبت، یا نسبت بیش از ۱ یافته‌هایی طبیعی هستند. یافته‌های غیرطبیعی در فشارسنجی، اثبات‌کنندهٔ قطعی بیماری نیستند، زیرا تعداد قابل توجهی از افراد سالم هم نتایج فشارسنجی غیرطبیعی دارند. مقادیر ثبت‌شده در طول کارآزمایی دفع مدفوع تحت تأثیر عوامل متعددی از جمله میزان مشارکت بیمار در تلاش برای دفع مدفوع است.

#### رفلکس مهاری مقعدی-راست‌روده‌ای
در فرایند اجابت مزاج در افراد سالم، اسفنکتر درونی مقعد به‌طور غیرارادی شل می‌شود. فقدان رفلکس مهاری مقعدی-راست‌روده‌ای ممکن است نشان‌دهنده فقدان یا نقص کارکرد ماهیچه یا ساختارهای عصبی خاصی باشد که در اجابت مزاج طبیعی دخیل هستند.

#### ادراک حسی
ادراک حسی مقعدی-راست‌روده‌ای بیماران از طریق باد کردن یک بالون در راست‌روده آنها ارزیابی می‌شوند. همان‌طور که بادکنک باد می‌شود، حجم آن در نقاط عطف خاصی ثبت می‌شود: نخستین باری که بالون را حس می‌کند، شروع میل حسی به اجابت مزاج و نقطه‌ای که جس اجاب مزاج بسیار شدید است و موجب ناراحتی بیمار می‌شود. بیش‌حساسی در اختلالاتی مانند بی‌اختیاری مدفوع مشاهده شده‌است، در حالی که کم‌حسی راست‌روده در افراد مبتلا به یبوست‌های مزمن ناشی از عدم هماهنگی عضلات دیده شده‌است.

### تفسیر آزمایش
به عنوان بخشی از راهنمای اجماع «کارگروه بین‌المللی فیزیولوژی مقعد و راست‌روده» (IAPWG)، این گروه «طبقه‌بندی لندن برای اختلالات عملکردی مقعدی-راست‌روده‌ای» را منتشر کرد که هدف آن استانداردسازی تفسیر یافته‌های فشارسنجی مقعد و راست‌روده بود. طبقه‌بندی لندن اختلالات را به ۴ دسته تقسیم می‌کند:
| گروه/دسته | اختلال                                          |
| --------- | ----------------------------------------------- |
| ۱         | اختلال در رفلکس مهاری مقعدی-راست‌روده‌ای          |
| ۲         | اختلالات تون و انقباض مقعد                      |
| ۳         | اختلالات هماهنگی میان ماهیچه‌های مقعد و راست‌روده |
| ۴         | اختلال در ادراک حسی راست‌روده                    |

تحت هر یک از ۴ بخش یادشده، فهرستی از تشخیص‌های دیگر وجود دارد که بر اساس یافته‌های فشارسنجی تعیین می‌شود. به عنوان مثال، در بخش ۲ (اختلالات تون و انقباض مقعد)، تشخیص‌های فشارسنجی ذکرشده عبارتند از: افت فشار خون مقعد، پُرفشاری مقعدی، افزایش فشار انقباضی مقعد و ترکیبی از پُرفشاری و بیش‌انقباضی مقعدی. یافته‌ها را نیز می‌توان به سه گروه یافته‌های عمده، یافته‌های جزئی و یافته‌های غیرقطعی تقسیم‌بندی نمود. یافته‌های اصلی یافته‌هایی هستند که در بیماران سالم وجود ندارند مانند فقدان رفلکس مقعدی-راست‌روده‌ای. یافته‌های جزئی یافته‌هایی هستند که در مبتلایان به بیماری‌های مقعدی-راست‌روده‌ای بیشتر از بیماران سالم دیده می‌شوند و سرانجام، یافته‌های غیرقطعی یافته‌هایی هستند که ممکن است در هر دو گروه وجود داشته باشند.

## محدودیت‌های آزمایش
مراکز برای ارزیابی یافته‌های آزمایش به مجموعه داده‌های منتشرشده از داوطلبان سالم متکی هستند. با این حال، عدم استانداردسازی در استفاده از تجهیزات و پروتکل‌های رویه‌ای، ممکن است در موارد خاصی بر توانایی تعیین مقادیر طبیعی یا غیرعادی این آزمایش اثر بگذارد. این وضعیت با تعداد اندک داده‌های موجود در مورد تأثیر ویژگی‌های اپیدمیولوژیک مختلف (مانند سن یا جنسیت) بر مقادیر گفته‌شده پیشین، پیچیده‌تر می‌شود. برای یک بیمار، یافته‌های فشارسنجی مقعد و راست‌روده، به تنهایی، نمی‌تواند روش درمان مناسب را تعیین کند. علاوه بر لزوم انطباق یافته‌های فشارسنجی با یافته‌های بالینی، به عنوان بخشی از یک بررسی تشخیصی یا ارزیابی دقیق ممکن است لازم باشد که یافته‌های این آزمایش با سایر آزمایش‌های تشخیصی مانند سونوگرافی درون‌مقعدی، دفکوگرافی (تصویربرداری و بررسی مقعد و راست‌روده در هنگام اجابت مزاج یا دفع) یا مطالعات ترانزیت روده (سرعت حرکت مواد در روده) تکمیل شود. «فشارسنجی با وضوح بالا» همچنین ممکن است دچار پدیدهٔ «انحراف فشار» (pressure drift) شوند که تغییرات خطی دگرگون‌پذیر در قرائت فشار در طول زمان است که می‌تواند ارزش بالینی یافته‌های فشارسنجی را در برخی موقعیت‌های خاص تحت تأثیر قرار دهد.